# Магеррамов, Эльмар Сурхай оглы
Эльмар Магеррамов (азерб. Elmar Məhərrəmov, 10 апреля, 1958, Баку) — азербайджанский шахматист, гроссмейстер (1992). В последнем чемпионате СССР поделил 1-2 места с Арташесом Минасяном, но по дополнительным показателям стал вторым. 
Был одним из секундантов Гарри Каспарова во время матча на первенство мира с Карповым в 1984 году. Помогал Майе Чибурданидзе в чемпионате мира 1991 года. В последние годы работает тренером в ОАЭ. Магеррамову посвящена девятая глава книги Тибора Каройи «Гений на заднем плане» (2009).